# RFC1
Das RFC1-Gen kodiert beim Menschen das Protein "englisch Replication Factor C Subunit 1", die größte Untereinheit des RFC-Proteinkomplexes.
Bestimmte Mutationen dieses Genes wurden als Ursache der Erkrankung CANVAS (Zerebelläre Ataxie, Neuropathie und vestibuläres Areflexie-Syndrom) erkannt.

## Funktion
Von diesem Gen wird die größte von 5 Untereinheiten des RFC-Proteinkomplexes kodiert, ein akzessorisches Protein der DNA-Polymerase. Replication Factor C ist eine DNA-abhängige ATPase, die für die Replikation und Reparatur eukaryotischer DNA benötigt wird. Sie bewirkt eine Aktivierung der DNA-Polymerase, bindet an das 3´-Ende der Primer und ermöglicht so die kontrollierte Synthese beider DNA-Stränge. Möglicherweise ist es auch für die Stabilität der Telomere von Bedeutung.

## Wechselwirkungen
Es wurden Wechselwirkungen mit folgenden Proteinen nachgewiesen:
- BRD4[4]
- HDAC1[5]
- PCNA[4][6][7][8][9]
- RELA[10]
- RFC3[11][12][13]

## Bedeutung für die Medizin
Eine biallelische Mutation mit intronischer Nukleotidexpansion innerhalb des RFC1-Genes ist Ursache der Erkrankung CANVAS (Zerebelläre Ataxie, Neuropathie und vestibuläres Areflexie-Syndrom).
Innerhalb eines AluSx3-Elementes des RFC1-Genes finden sich beim Gesunden rund elf Wiederholungen des Pentanukleotides "AAAAG". Bei einem Teil der Bevölkerung liegen hingegen andere Motive des Pentanukleotids vor ("AAAGG", "AAGGG", "ACAGG") und die Zahl der Wiederholungen ist erhöht (Pentanukleotidexpansion). Bei Patienten mit CANVAS wurden insbesondere die biallelische Expansion der Motive "AAGGG" und "ACAGG" vermehrt beobachtet. Die biallelische "AAGGG"-Expansion fand sich zudem bei einem hohen Anteil der Patienten mit spät beginnender, sporadischer Ataxie, isolierter sensibler Polyneuropathie und seltener bei Patienten mit isolierter Kleinhirnataxie. Bei Patienten mit gesicherter Multisystematrophie, die Ähnlichkeit mit CANVAS aufweisen kann, fanden sich RFC1-Nukleotidexpansionen mit vergleichbarer Häufigkeit wie bei Gesunden, weshalb RFC1 bei dieser Erkrankung wahrscheinlich keine Rolle spielt.
Biallelische Mutationen mit intronischer Nukleotidexpansion verursachen keine Veränderung der RFC1-Proteinexpression im Gehirn und in peripherem Gewebe, was gegen einen relevanten Funktionsverlust des mutierten Genes spricht.
Bei Patienten mit pathologischer RFC1-Nukleotidexpansion findet sich als vorrangiges Symptom eine sensible Polyneuropathie; unter anderem können Störungen der Kleinhirnfunktion, des Vestibulums und ein trockener Reizhusten zusätzlich vorhanden sein. Bei Betroffenen mit dieser Symptomkonstellation wird zur Sicherung der Diagnose eine humangenetische Testung geraten.